# Plano Inclinado (programa de televisão)
Plano Inclinado foi um programa de televisão português, concebido por Henrique Medina Carreira e moderado por Mário Crespo, no canal de televisão SIC Notícias. O nome do programa é uma referência ao conceito científico plano inclinado. O programa foi suspenso por tempo indeterminado, alegadamente, para ponderação sobre o futuro do programa. Contudo, especula-se que a suspensão do programa esteve relacionada com interferências políticas. A SIC Notícias anunciou em rodapé que o programa havia terminado por desentendimentos entre o apresentador Mário Crespo e Henrique Medina Carreira.

## Conceito
Plano Inclinado consistia num programa de debates e opinião sobre temas sociais, sobretudo economia, finanças, educação, política e ciência. O painel permanente era composto pelo fiscalista Henrique Medina Carreira, o economista João Duque e o matemático Nuno Crato.
Ao painel permanente juntava-se a cada episódio um convidado de excelência, invariavelmente alguém de grande prestígio dentro da sociedade portuguesa. Entre os convidados estiveram presentes, entre outros:
- Maria do Carmo Vieira;
- Maria de Fátima Bonifácio;
- Isabel Soares;
- Rogério Alves;
- Miguel Gouveia;
- João Queiró;
- João Maurício Fernandes Salgueiro;
- Rui Moreira;
- Carlos Fiolhais;
- Henrique Neto;
- José da Silva Lopes;
- Bagão Felix;
- Adalberto Campos Fernandes;
- António Pires de Lima;
- Paulo Guinote;
- Guilherme Valente;
- Pedro Pita Barros;
- António Miguel Morais Barreto;
- Miguel Beleza;
- Ernâni Lopes;
- David Munir, Imã da Mesquita de Lisboa.